# Andrea Bauza
Andrea Alexandra Bauza Fernandez (sinh ngày 26 tháng 5 năm 1990) là một nữ diễn viên và ca sĩ người Venezuela hiện đang sống ở Miami. 
Sự xuất hiện trên truyền hình gần đây nhất của cô bao gồm vai diễn Nancy, một quân nhân trẻ trong Corazón Valiente, một nhà sản xuất của Telemundo Studios. 